# Let American Airlines 11

Trasa letu American Airlines 11 dne 11. září 2001

Let American Airlines 11 byl pravidelný vnitrostátní linkový let společnosti American Airlines na trase z Logan International Airport v Bostonu v Massachusetts na Los Angeles International Airport v Kalifornii realizovaný letadlem Boeing 767-223ER. Dne 11. září 2001 byl tento spoj unesen pěti teroristy, kteří se podíleli na plánu, který vešel do historie jako útoky z 11. září. Po patnácti minutách letu zranili teroristé nejméně tři pasažéry, násilím pronikli do kokpitu, přemohli kapitána a prvního důstojníka a ujali se kontroly nad letadlem. Letadlo začal pilotovat člen al-Kajdy Muhammad Atta, který dříve absolvoval pilotní kurzy. Řízení leteckého provozu zjistilo, že let AA11 je v problémech, neboť posádka přestala komunikovat. Atta se ovšem omylem s řízením letového provozu spojil, takže vyšlo najevo, že letadlo bylo uneseno. Dvě letušky kontaktovaly z paluby společnost American Airlines a informovaly ji o vzniklé situaci, únoscích a zraněných.
Letadlo narazilo do severní věže Světového obchodního centra v 8:46:40 místního času. Při nárazu zahynulo všech 92 osob na palubě včetně teroristů. Existují dva známé videozáznamy nárazu, jeden natočil Jules Naudet a druhý Pavel Hlava. Televizní stanice začaly brzy po nárazu vysílat přímý přenos hořící věže a spekulovat, zdali šlo o nehodu či teroristický útok. Náraz a následný požár způsobily takové škody, že došlo ke zřícení věže, které si vyžádalo stovky až tisíce dalších obětí. Během záchranných prací byly na místě útoků nalezeny a identifikovány desítky tělesných pozůstatků osob z letu 11, avšak mnoho dalších pozůstatků se identifikovat nepodařilo.

## Let

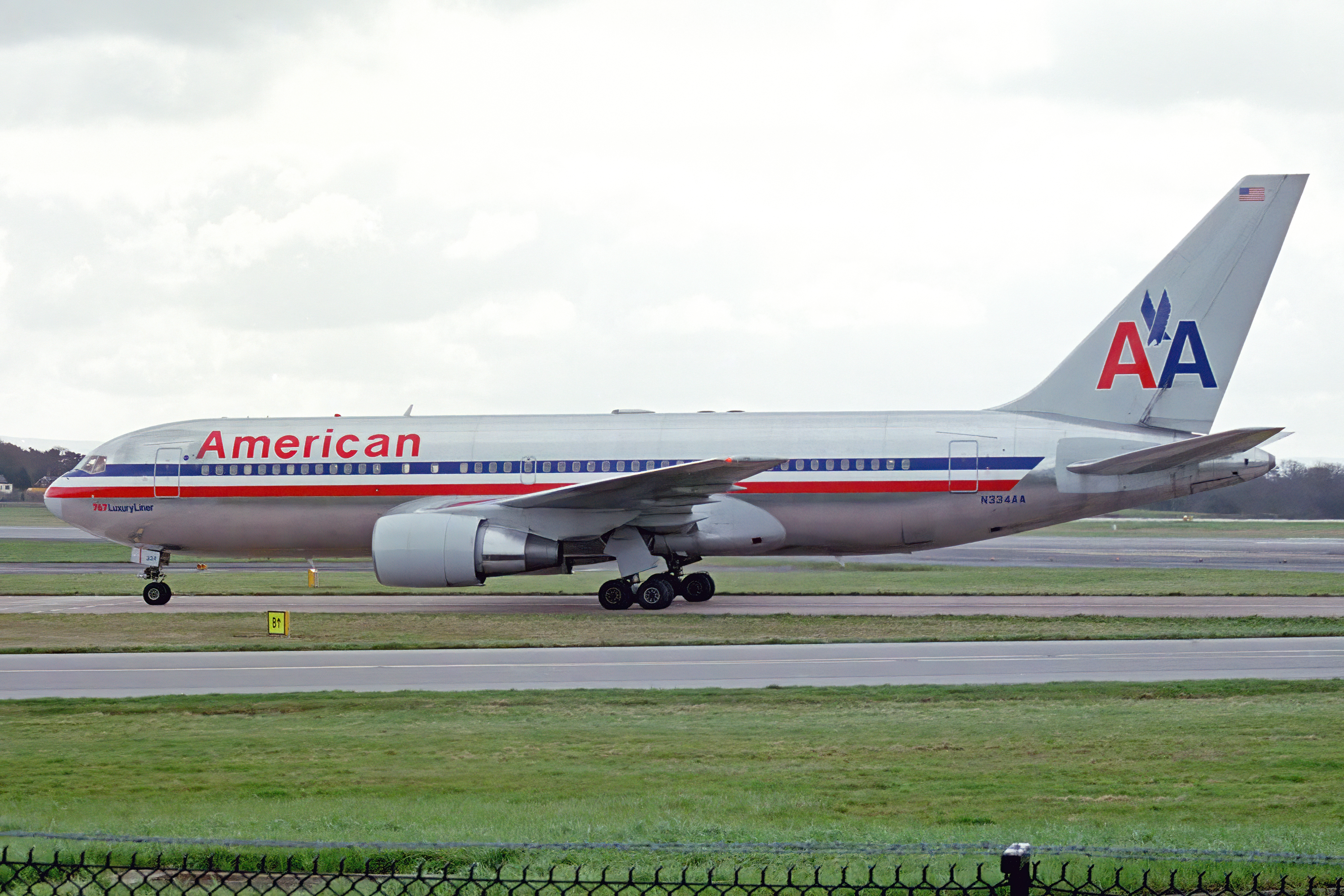
N334AA v dubnu 2001

Let American Airlines 11 byl realizován letadlem Boeing 767-223ER registračního čísla N334AA. Kapacita stroje byla 158 pasažérů, ale 11. září jich cestovalo pouze 81 a spolu s nimi 11 členů posádky, tudíž bylo letadlo obsazeno z 51 procent. Průměrné vytížení letu 11 v úterý ráno v předešlých měsících bylo ovšem jen 39 procent. Posádku letadla tvořili pilot John Ogonowski, první důstojník Thomas McGuinness a letušky a stewardi Barbara Arestegui, Jeffrey Collman, Sara Low, Karen Martin, Kathleen Nicosia, Betty Ong, Jean Roger, Dianne Snyder a Madeline Sweeney.

### Vstup na palubu
Muhammad Atta, taktický velitel útoků a další únosce, Abdulaziz al-Omari, dorazili na Portland International Jetport 11. září v 5:40 EST. Nastoupili na palubu letu 5930 společnosti Colgan Air, který měl v 6:00 odletět z Portlandu v Maine do Bostonu v Massachusetts. Oba měli zakoupené lístky do první třídy s přestupem na let do Los Angeles v Kalifornii. Atta měl u sebe dvě zavazadla, al-Omari žádné. Počítačový systém CAPPS určil Attovo zavazadlo k přísnější prohlídce, ale Atta jí absolvoval bez jakýchkoliv problémů a mohl vstoupit na palubu. Letadlo odletělo z Portlandu na čas a přistálo v Bostonu v 6:45. Zbývající tři únosci, Waleed al-Shehri, Wail al-Shehri, a Satam al-Suqami, dorazili na Logan Airport v 6:45 a své pronajaté auto zanechali na parkovišti. V 6:52 volal Attovi na mobil z telefonní budky na letišti Marwan al-Shehhi, jeden z únosců letu United Airlines 175.
Protože Atta a Omari nezískali v Portlandu palubní lístky na let 11, museli se nechat odbavit a projít bezpečnostní kontrolou i v Bostonu. Ve spěchu při přestupu z letu z Portlandu nebyla Attovi na palubu letu 11 naložena jeho zavazadla. Suqami, Wail al-Shehri a Waleed al-Shehri byli odbaveni také v Bostonu. Wail al-Shehri a Suqami měli každý po jednom zavazadle, Waleed al-Shehri neměl žádné. CAPPS vybral všechna jejich zavazadla k detailní prohlídce. Tento systém byl zaměřen výhradně na kontrolu zavazadel a tudíž únosci samotní kontrolováni nebyli.
V 7:40 byli všichni únosci na palubě letu 11, který měl odstartovat v 7:45. Atta seděl v obchodní třídě na sedadle 8D, Omari na sedadle 8G a Suqami na sedadle 10B. Waleed al-Shehri and Wail al-Shehri seděli v první třídě na sedadlech 2B a 2A. Letadlo odletělo z ranveje 4R se čtrnáctiminutovým zpožděním v 7:59.

### Únos
Komise vyšetřující útoky z 11. září odhadla, že únos začal v 8:14, kdy piloti přestali odpovídat řízení letového provozu v Bostonu (Boston Air Traffic Control, BATC). V 8:13:29 letěl stroj ve výšce 7900 m nad středním Massachusetts a piloti odpověděli na výzvu BATC, aby provedli otočení o 20° doprava. V 8:13:47 nařídilo BATC pilotům stoupat do výšky 11 000 m, avšak nedostalo odpověď. V 8:16 se letadlo ustálilo ve výšce 8 800 m a následně se odchýlilo od plánované trasy. BATC se několikrát pokusilo s letadlem zkontaktovat, avšak bez jakékoliv odpovědi. V 8:21 přestalo letadlo vysílat ze svého transpondéru signál módu C.
Podle letušek Madeline Sweeney a Betty Ong, které během únosu kontaktovaly American Airlines, pobodali únosci letušky Karen Martin a Barbaru Arestegui a prořízli krk pasažéru Danielu Lewinovi. Lewin, internetový podnikatel, dříve sloužil jako důstojník Sajeret Matkal, elitní jednotky izraelských ozbrojených sil. Lewin seděl na sedadle 9B a Suqami seděl přímo za ním na sedadle 10B. Vyšetřovací komise dospěla k názoru, že Suqami možná pobodal a zabil Levina poté, co se pokusil únos překazit. Během čtyřminutového hovoru s operačním centrem American Airlines informovala Betty Ong o ztrátě spojení s pilotní kabinou, nemožnosti se do něj dostat a zraněních pasažérů. Poskytla informace o sedadlech, na kterých únosci předtím seděli, díky čemuž mohli vyšetřovatelé rychle zjistit jejich identitu.
V 8:23:38 se Atta pokusil promluvit k pasažérům, ale zmáčkl špatné tlačítko a odeslal zprávu BATC. Bylo zaznamenáno následující prohlášení: "Máme nějaká letadla, zůstaňte v klidu a vše bude v pořádku. Vracíme se na letiště." V 8:24:56 oznámil: "Nikdo se nehýbejte. Vše bude v pořádku. Pokud se o něco pokusíte, ohrozíte sami sebe a letadlo. Prostě zůstaňte v klidu." Také toto prohlášení bylo odesláno řízení letového provozu, kde bylo nahráno. Vzhledem k těmto prohlášením a neschopnosti se s letadlem spojit si řízení letového provozu uvědomilo, že letadlo bylo uneseno. V 8:26 se letadlo otočilo směrem na jih. V 8:32 bylo pobočkou Federálního leteckého úřadu (Federal Aviation Administration, FAA) v Herndonu ve Virginii kontaktováno ústřední ředitelství.
V 8:33:59 prohlásil Atta: "Nikdo se, prosím, nehýbejte. Vracíme se zpět na letiště. Nesnažte se dělat nějaké hlouposti." V 8:37:08 potvrdila posádka letu United Airlines 175 polohu letu 11 a jeho směr. BATC obešlo standardní postup a kontaktovalo přímo Severovýchodní vzdušný obranný sektor (Northeast Air Defense Sector, NEADS) v Rome v New Yorku spadající pod Severoamerické velení vzdušné obrany (North American Aerospace Defense Command, NORAD). NEADS vydalo rozkaz, aby z Otis Air Force Base ve Falmouthu v Massachusetts vzlétly dvě stíhačky F-15. Důstojníkům na základně trvalo získání příslušných autorizací ke vzletu několik minut. Let 11 provedl obrat směrem k Manhattanu v 8:43. Rozkaz ke startu stíhaček ze základny Otis byl dán v 8:46 a stíhačky F-15 odstartovaly v 8:53. V té době ovšem již unesené letadlo narazilo do severní věže Světového obchodního centra. Ze čtyř letadel unesených 11. září měl NORAD nejvíce času na reakci před navedením letadel na cíl právě v případě letu 11.

### Útok
V 8:46:40 navedli únosci letadlo úmyslně do severní strany severní věže Světového obchodního centra. Rychlost letadla byla při nárazu asi 220 m/s a jeho nádrže obsahovaly přibližně 38 000 l hořlavého leteckého paliva. Budova byla zasažena mezi 93. a 99. patrem. Kokpit a trup letadla narazily na metr přesně do středu severní stěny, letadlo narazilo do věže téměř kolmo ke severní stěně a téměř horizontálně se zemí. Kokpit a trup letadla narazily do 95. a 96. patra. Pravé křídlo narazilo nad touto úrovní a levé křídlo pod touto úrovní. Zahynulo všech 92 osob na palubě, mezi nimi například David Angell, tvůrce a producent seriálu Frasier a jeho žena, nebo herečka Berry Berenson, vdova po herci Anthony Perkinsovi.
Svědci, kteří viděli letadlo nízko nad Manhattanem, si mysleli, že stroj má potíže. Policejní důstojník William Ross prohlásil: "Snažil jsem se letadlo pozorovat, jestli z něho nevychází kouř, oheň, nebo kondenzační pás. Nic tam nebylo. Podvozek nebyl spuštěn dolů a dveře pod podvozkem byly zavřeny. Letadlo, jak jsem řekl, letělo rychle směrem na jih. Letělo přímo ve stabilní výšce. Nezdálo se, že by pilot s řízením jakkoliv bojoval." Poručík William Walsh z Fire Department of New York City byl také svědkem útoku: "Měli jsme dojem, že padalo dolů, ale zvuk motoru byl normální. Nemohli jsme přijít na to, proč by mělo letadlo American Airlines letět tak nízko nad Manhattanem. Očekávali jsme, že (pilot) vybočí z kurzu a navede letadlo do řeky Hudson. Trochu zvýšilo letovou hladinu, na ní se stabilizovalo a bylo navedeno přímo do Obchodního centra. Zdálo se, že těsně před nárazem zrychlilo. Viděli jsme to letadlo, jak míří přímo na Světové obchodní centrum. Najednou došlo k výbuchu a letadlo zmizelo v Obchodním centru."
Způsobené škody byly takové, že všechny únikové cesty nad místem útoku byly zničeny. Všechna schodiště a výtahy nad 92. patrem byla zničena, kvůli čemuž bylo ve vyšších patrech uvězněno 1344 lidí. Podle oficiální zprávy byly stovky lidí zabity okamžitě při nárazu a ti, kteří zůstali uvězněni ve vyšších patrech, zahynuli v důsledku požárů a hustého kouře, při zřícení věže, nebo v důsledku skoků z oken. Nejprve ale skákali lidé z oken z dopadových pater, protože letadlo díky rotaci v úrovni křídel při dopadu plně nezasáhlo celá 63 m široká podlaží. Tito lidé byli tedy v okamžiku dopadu uvěznění mezi hořícími troskami letadla na daném patře a venkovními stěnami. Některé oběti přežily na dopadových patrech až do samého pádu věže. Mezi ně patřila i žena identifikovaná jako Edna Cintron.  Výtahové šachty rozvedly hořící palivo do dalších pater. Nejméně přes jednu šachtu se palivo dostalo až do 77. a 22. patra a do přízemí, kde mohlo způsobit výbuchy. Dalším zdrojem explozí byly padající předměty dopadající na dno výtahových šachet a přetlak způsobený náhlým vstupem letadla do budovy.
Útok se podařilo natočit francouzskému kameramanovi Julesi Naudetovi a českému imigrantovi Pavlu Hlavovi. Útok snímala i webkamera provozovaná Wolfgangem Staehlem umístěná v galerii v Brooklynu, která snímala dolní Manhattan s frekvencí jednoho snímku za čtyři sekundy.

Zpravodajské stanice nejprve informovaly o explozi ve Světovém obchodním centru. CNN přerušila vysílání reklamy v 8:49 mimořádnými zprávami s titulkem "Katastrofa ve Světovém obchodním centru". Carol Lin byla první moderátorkou, která oznámila útok. Její první slova byla: 
| „ | "Jo. Tohle nám zrovna přišlo. Díváte se na očividně velice znepokojující živé záběry. Toto je Světové obchodní centrum a máme zatím nepotvrzené zprávy, že dnes ráno do jedné z věží narazilo letadlo. Naše zpravodajské centrum začíná na této události pracovat, samozřejmě voláme naše zdroje a snažíme se zjistit, co se přesně stalo, ale je jasné, že na jihu ostrova Manhattan došlo ráno ke značně ničivé události. Toto jsou, ještě jednou, záběry jedné z věží Světového obchodního centra." | “ |
| — | |   |

Později byl do vysílání připojen viceprezident CNN pro finance Sean Murtagh, který ze své kanceláře v New Yorku oznámil, že do Světového obchodního centra narazilo civilní dopravní letadlo. Postupně začaly vysílání přerušovat i další televizní stanice a začaly vysílat záběry z New Yorku. Prezident George W. Bush byl právě na návštěvě v Emma E. Booker Elementary School v Sarasotě na Floridě, kde jej o události informoval jeho doprovod. Prezident odvětil: "Je to selhání pilota. Je nepředstavitelné, že by to někdo udělal úmyslně. Ten chlap musel dostat infarkt." Původní spekulace o nehodě ustaly v 9:03, kdy do jižní věže narazil unesený Boeing 767 na letu United Airlines 175.

## Po útoku

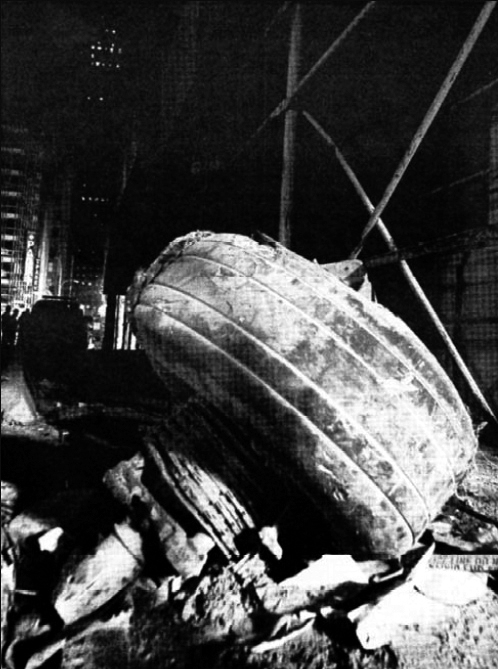
Zbytek podvozku letu 11 nalezený na křižovatce ulic West a Rector.

Po nárazu začala zasažená věž hořet a zřítila se. Ačkoliv ke značnému strukturálnímu poškození došlo už v důsledku nárazu, příčinou zřícení věže byl pravděpodobně požár zažehnutý palivem. Kromě pasažérů letadla a pracovníků, zahynuly ve věži také stovky záchranářů. Banka Cantor Fitzgerald L.P. sídlící v patrech 101-05 přišla o 658 zaměstnanců, což je značně více, než jakákoliv jiná společnost zasažená útoky.
Záchranáři začali v dnech následujících po útocích nacházet ostatky obětí z letu 11. Některé oběti byly nalezeny připoutané v sedadlech a jedna letuška měla spoutané ruce, což naznačuje, že únosci mohli použít plastová pouta. Během prvního roku byly identifikovány ostatky 33 obětí z letu 11. Ostatky dalších dvou oběti, včetně letušky Karen Martin, byly objeveny poblíž Ground Zero v roce 2006. V dubnu 2007 byly použity nové technologie pro zkoumání DNA a byly identifikovány ostatky další oběti. Byly rovněž identifikovány ostatky dvou únosců, možná z letu 11, a ty byly následně odstraněny z Memorial Parku, který se nachází na Manhattanu. Ostatky ostatních únosců nebyly identifikovány a jsou pohřbeny ve zmíněném parku s dalšími neidentifikovanými ostatky.
Suquamiho cestovní pas přežil náraz a dopadl na ulici. Pas nasáklý benzínem předal jeden z chodců newyorské policii krátce před zřícením jižní věže. Tento pas přežil spolu s velikým množstvím dalších lehkých předmětů jako byly letenky. K tomuto došlo proto, že let AA11 zasáhl na metr přesně střed budovy WTC1 a to zároveň kolmo ke stěně a vodorovně. Díky tomu procházela trajektorie letu chodbou ve středu budovy. Lehké předměty odnesl proud vzduchu, který setrvačností pokračoval celou budovou (vzduch v kabině letadla byl stovky kilogramů těžký a iniciálně se pohyboval rychlostí přes 200 m/s). Rapidní proudy vzduchu mají, mimo jiné, tendenci trhat oblečení. Budovu plně penetroval též podvozek letadla a kusy lidských těl, opět skrze trajektorii přímo přes centrální chodbu budovy. Vyšetřovatelé získali zavazadlo Muhammada Atty, které nebylo na palubu letu 11 naloženo. Byl v něm nalezen al-Omariho cestovní pas a řidičský průkaz, videokazeta k simulátoru řízení Boeingu 757, skládací nůž a pepřový sprej. V nahrávce nalezené o několik měsíců později v Afghánistánu bylo obsaženo faktické bin Ládinovo přiznání k útokům, který dle svých slov zřícení věží předpokládal. Černé skříňky letů 11 a 175 nebyly nikdy nalezeny.
Po útoku bylo číslo letu na dané trase změněno na let American Airlines 25 a místo Boeingu 767 začal být používán Boeing 757.